# Nimatullah al-Hardini

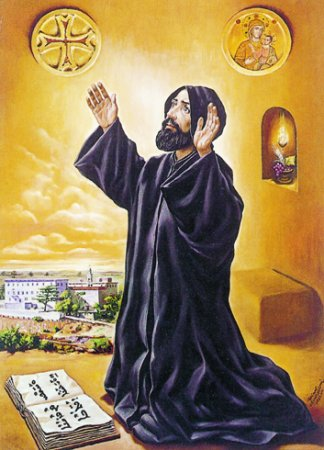
Nimatullah al-Hardini

Nimatullah al-Hardini, eigentlich Joseph Kassab, (* 1808 in Hardin (Batrun), Libanon; † 14. Dezember 1858 in Kfifane, Libanon) war ein maronitischer Mönch und wurde 2004 von Papst Johannes Paul II. heiliggesprochen. Er war der theologische Lehrer eines anderen libanesischen Heiligen, Scharbel Machluf (1828–1898).

## Leben
Al-Hardini stammte aus einer christlichen Bauernfamilie, den Kassab im Ort Hardin. Von den sechs Kindern traten drei in Klöster ein, ein weiterer älterer Bruder wurde darüber hinaus nach der Heirat zum Priester geweiht (was in den mit Rom unierten Ostkirchen wie in der orthodoxen Kirche möglich ist). Die Heimat Hardinis liegt unweit der Hafenstadt Batroun im Norden Libanons, der einzigen auch heute noch nahezu ausschließlich von Christen bewohnten Region in der arabischen Welt, dessen Kultur stark von den dort zahlreich vorhandenen maronitischen Klöstern und Eremitagen geprägt ist.
Hardini trat, dem Beispiel eines älteren Bruders folgend, im Jahre 1828 in ein Kloster ein und legte am 14. November 1830 im Antoniuskloster Quzhaya sein Mönchsgelübde ab. Für seine theologischen Studien ging er anschließend ins Kloster St. Cyprianus in Kfifane. 1833 wurde er zum Priester geweiht. Ab 1848 war er als Lehrer an den Klosterschulen von Kfifane und Bhersaf (al-Mitn) tätig. In Kfifane war einer seiner Schüler (von 1853 bis 1855) Scharbel Machluf. Ab 1845 diente er seinem Orden als Generalassistent. Am 14. Dezember 1858 ist Hardini in Kfifane verstorben, wo sein Grab heute verehrt wird.
Ähnlich wie bei Scharbel Machluf blieb sein Leichnam nach seinem Tode unverwest, auch 1927 bei der Umbettung im Rahmen der Einleitung des Seligsprechungsverfahrens wurde diese Unversehrtheit bestätigt. Auch Hardinis Grab wurde sehr schnell eine Stätte maronitischer Volksfrömmigkeit, wo zahlreiche Krankenheilungen berichtet wurden. Hardini wurde am 7. Juli 1997 in Rom, wenige Wochen nach dem historischen Besuch Papst Johannes Pauls II. im Libanon im Mai 1997, in Anwesenheit zahlreicher Gäste aus dem Libanon (neben christlichen Pilgern und Prominenten auch der damalige Premierminister Rafiq al-Hariri, ein sunnitischer Muslim), seliggesprochen. Am  14. Mai 2004 folgte in Rom die Heiligsprechung Hardinis.
„Mar Hardini“, dessen Bild in zahlreichen Herrgottswinkeln, an Taxi-Windschutzscheiben, und in Kirchen und Kapellen im Orient zu finden ist, gehört mit Rebekka Ar Rayès (2001 von Johannes Paul II. heiliggesprochen) und Scharbel Machluf, (Heiligsprechung 1977 durch Paul VI.) zu den drei offiziell von Rom kanonisierten libanesischen Heiligen.